# Перебур
Перебур (рос. перебур, англ. subgrade drilling, subdrilling, нім. Überbohren n) — частина вибухової свердловини (шпуру), розташована нижче рівня проектної підошви уступу. Заряд ВР в П., посилюючи дію вибуху частини заряду, що лежить вище, сприяє повному подоланню опору та рівному відриву породи по підошві без залишків виступів та нерівностей (порогів, завищень), що перешкоджають роботі екскаватора. Розташування патрона-бойовика у П. не рекомендується. Вибух заряду ВР у П. призводить до посилення сейсмічного ефекту і до інтенсивного утворення у породі, що лежить нижче, тріщин, які утруднюють буріння. У П. розміщують 15-25 % загальної маси свердловинного (шпурового) заряду.